# Hosea (Shiselweni)
Hosea ist ein Inkhundla (Verwaltungseinheit) im Süden der Region Shiselweni in Eswatini. Es ist 275 km² groß und hatte 2007 gemäß Volkszählung 19.608 Einwohner.

## Geographie
Das Inkhundla liegt im Süden der Region Shiselweni im Gebiet der Flüsse Ngwede, Mtombe und Muweni. Hauptverkehrsader im Bezirk ist die MR 12, die durch das Inkhundla verläuft.

## Gliederung
Das Inkhundla gliedert sich in die Imiphakatsi (Häuptlingsbezirke) Hhohho Emuva, Ludzakeni/Kaliba, Lushini, Manyiseni, Nsingizini, Bufaneni und Ondiyaneni.